# Kelisia ribauti
Kelisia ribauti är en insektsart som beskrevs av Wagner 1938. Kelisia ribauti ingår i släktet Kelisia och familjen sporrstritar. Arten är reproducerande i Sverige. Inga underarter finns listade i Catalogue of Life.